# Ніреш
Ніреш (рум. Nireș) — село у повіті Клуж в Румунії. Входить до складу комуни Міка.
Село розташоване на відстані 339 км на північний захід від Бухареста, 47 км на північний схід від Клуж-Напоки.

## Населення
За даними перепису населення 2002 року у селі проживали 1175 осіб.
Національний склад населення села:
| Національність | Кількість осіб | Відсоток |
| -------------- | -------------- | -------- |
| угорці         | 624            | 53,1%    |
| румуни         | 540            | 46,0%    |
| цигани         | 11             | 0,9%     |

Рідною мовою назвали:
| Мова      | Кількість осіб | Відсоток |
| --------- | -------------- | -------- |
| угорська  | 620            | 52,8%    |
| румунська | 551            | 46,9%    |